# Stilleben

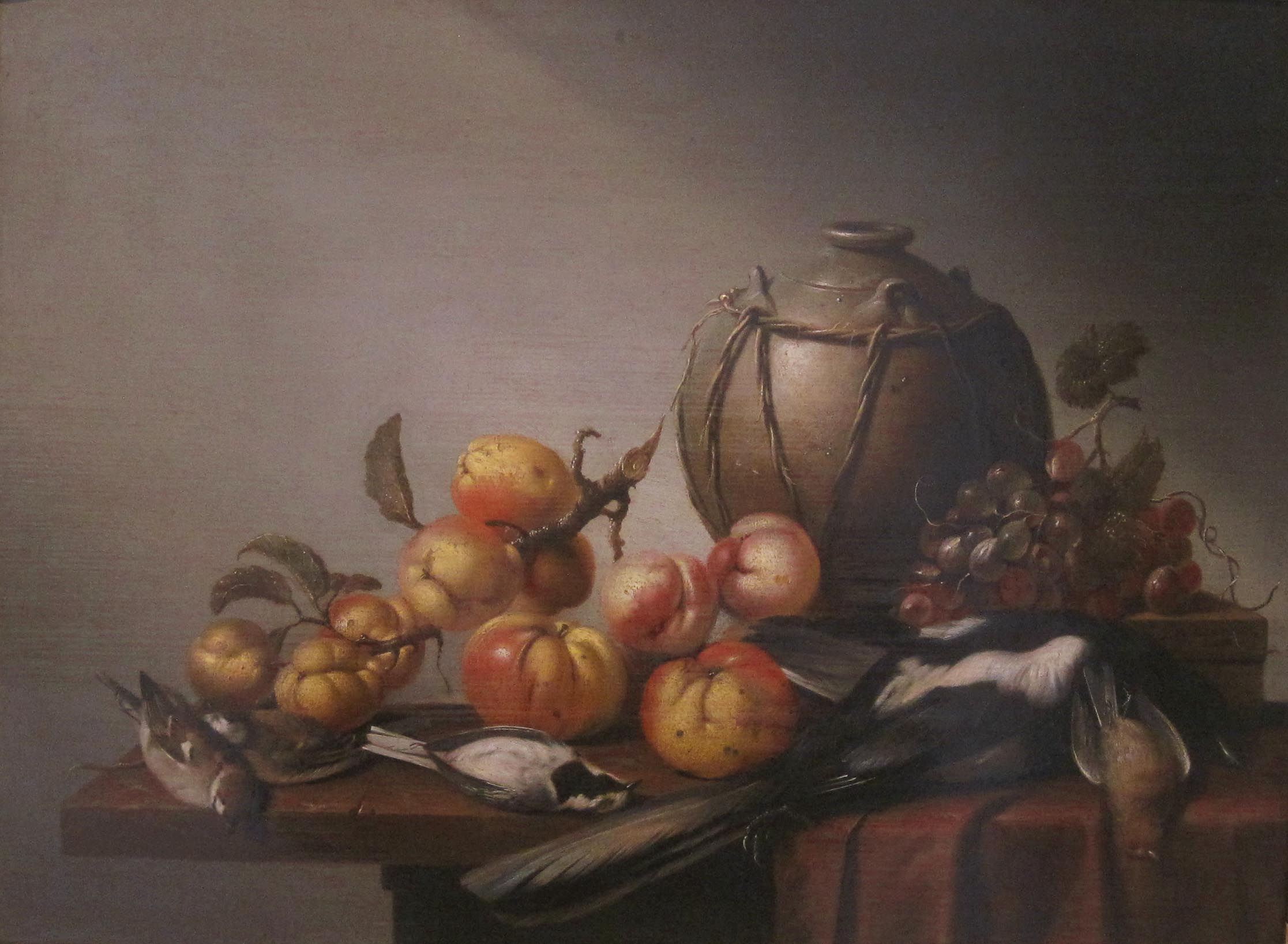
Stilleben av den flamländske 1600-talsmålaren Harmen Steenwijck.

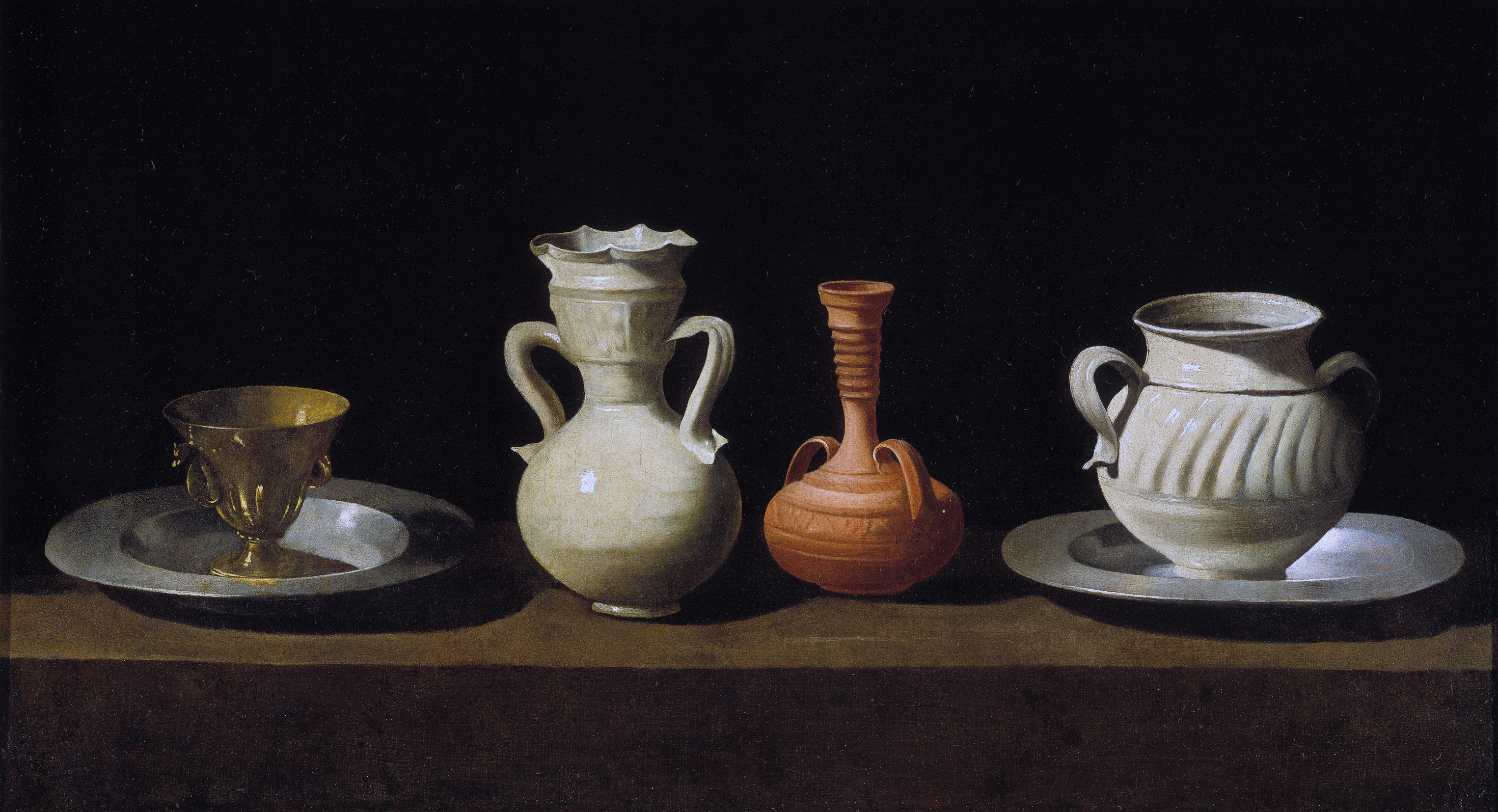
Stilleben av Francisco de Zurbarán.

Stilleben, med betoning på andra stavelsen: stillében (tyska Stillleben, troligen av nederländska stilleven, av stil 'stilla' och leven 'liv'), även kallat nature morte, är en motivkategori inom måleri och fotografi, som bara innehåller föremål. Ofta gäller det sådant som hör till hemmet: bordsserviser, blommor, böcker, men ibland dödskallar (vanitasmotiv), dött villebråd och dylikt sedda på nära håll.
Redan i orientalisk konst försökte man sig på stilleben, men försöken kom att uppnå avsevärd kvalitet först i grekiska och romerska mosaiker. Det var dock först på 1500-talet som stilleben kom utgöra ett självständigt motiv i västerländsk konst. Stillebenmåleri utövades av till exempel Caravaggio i ungbarockens måleri i Rom samt upplevde en blomstringstid i 1600-talets Flandern. Ett stilleben har ofta ett symboliskt och alluderande innehåll. I Frankrike var Chardin den mest framstående utövaren.
Sedan 1700-talet har stillebenmåleriet varit mycket populärt och fick ett ytterligare uppsving genom upptäckten av det japanska träsnittet på 1800-talet. Hos Cézanne och andra målare har stilleben varit ett steg på vägen mot en icke föreställande konst.